# Cymopterus macdougalii
Cymopterus macdougalii är en växtart i släktet Cymopterus och familjen flockblommiga växter. Den beskrevs först av John Merle Coulter och Joseph Nelson Rose som Aletes macdougalii, och fick sitt nu gällande namn av Ivar Frederick Tidestrøm 1935.
Arten är en perenn ört som endast förekommer i Arizona i USA.